# Kathedrale von Fort-de-France

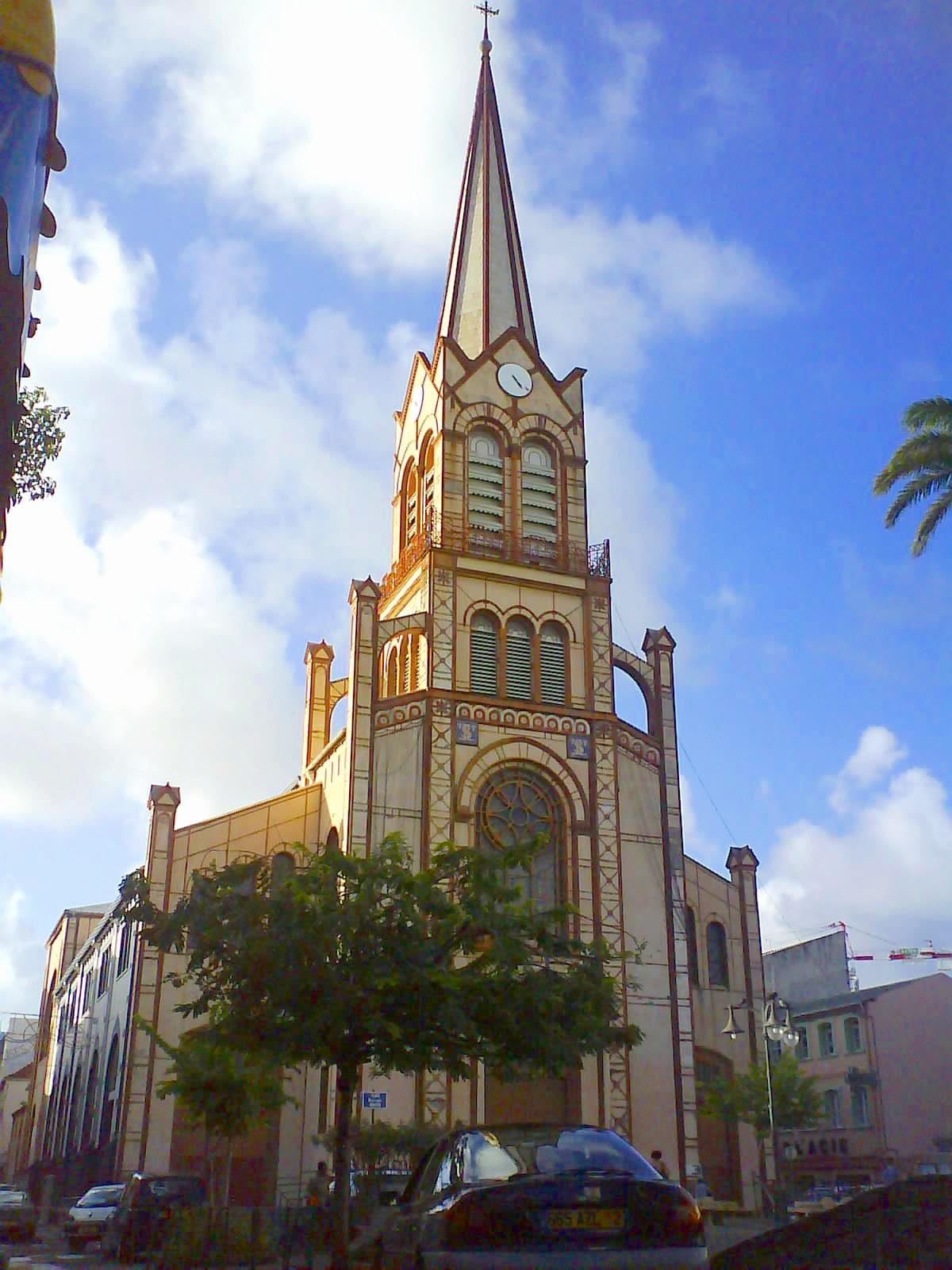
Westwerk der Kathedrale von Fort-de-France

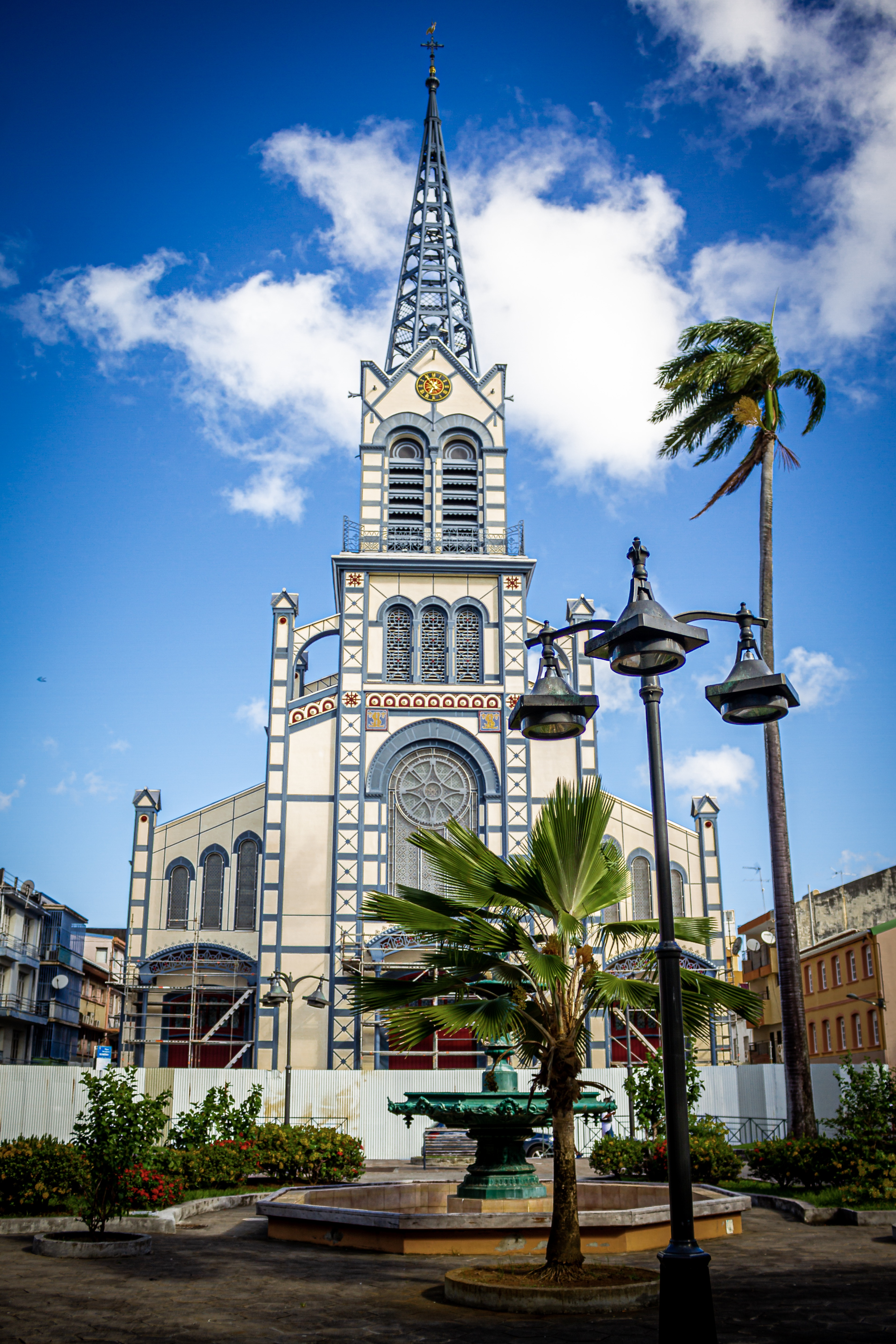
Turmfassade mit neuer Turmspitze (2017)

Die Kathedrale von Fort-de-France (Cathédrale Saint-Louis de Fort-de-France) ist eine im Jahr 1895 am Standort mehrerer Vorgängerbauten nach den Plänen des Architekten Pierre-Henry Picq (1833–1911) in Fort-de-France, dem Chef-lieu der französischen Überseeregion Martinique, errichtete und dem Heiligen Ludwig geweihte Kirche. Sie ist Bischofskirche des Erzbistums Saint-Pierre et Fort-de-France der römisch-katholischen Kirche. Das Kirchengebäude ist dem Historismus zuzuordnen. Es steht seit 1990 unter Denkmalschutz.

## Geschichte
Eine erste, im Jahr 1671 in Fort-de-France erbaute bescheidene Kapelle fiel bereits drei Jahre nach ihrer Vollendung einer Brandschatzung der Holländer zum Opfer. Das zweite, im Jahr 1703 an diesem Standort entstandene und 1766 durch einen Tsunami beschädigte Gotteshaus zerstörte ein Erdbeben im Jahr 1839. Der französische Architekt César Jolly entwarf die 1854 vollendete dritte Kirche, die Bischofskirche des 1850 errichteten Bistums Martinique wurde. Diese zog der Großbrand von 1890 in Fort-de-France stark in Mitleidenschaft, ihre Reste vernichtete ein Zyklon im Jahr 1891. Der folgende Neubau mit Metallskelett nach Plänen von Pierre-Henry Picq konnte sich länger als seine Vorgänger halten. Zwischen 1976 und 1979 war die Kirche wegen Renovierung geschlossen. 1982 und in den 1990er Jahren wurde sie erneut restauriert. 2006 schließlich erhielt der knapp 60 Meter hohe Turm eine neue, filigrane Turmspitze aus Metall.

## Architektur

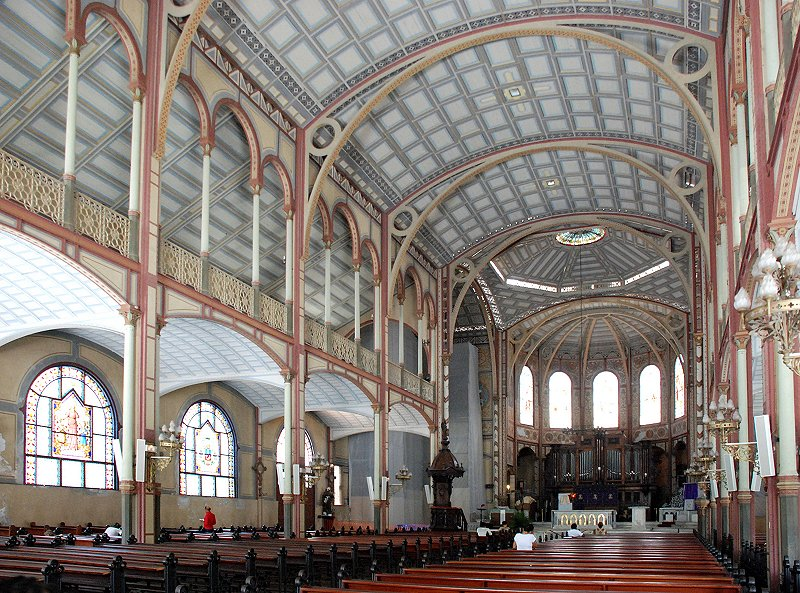
Blick in den Innenraum

Die heutige Kathedrale ist wie die ebenfalls von Pierre-Henry Picq in Fort-de-France errichtete Bibliothèque Schoelcher ein leichter feuer- und erdbebensicherer Metallskelettbau, der in Fertigbauweise aufgerichtet wurde. Die Einzelteile wurden von dem Industrieunternehmen Moinsant-Laurent-Savey in Frankreich vorgefertigt und nach Martinique verschifft.
Die Westfassade ist eine Turmfassade mit einem dreigeschossigen, nach oben verjüngten, seitlich von Strebewerk gestützten Portalturm und zwei Seitenportalen.

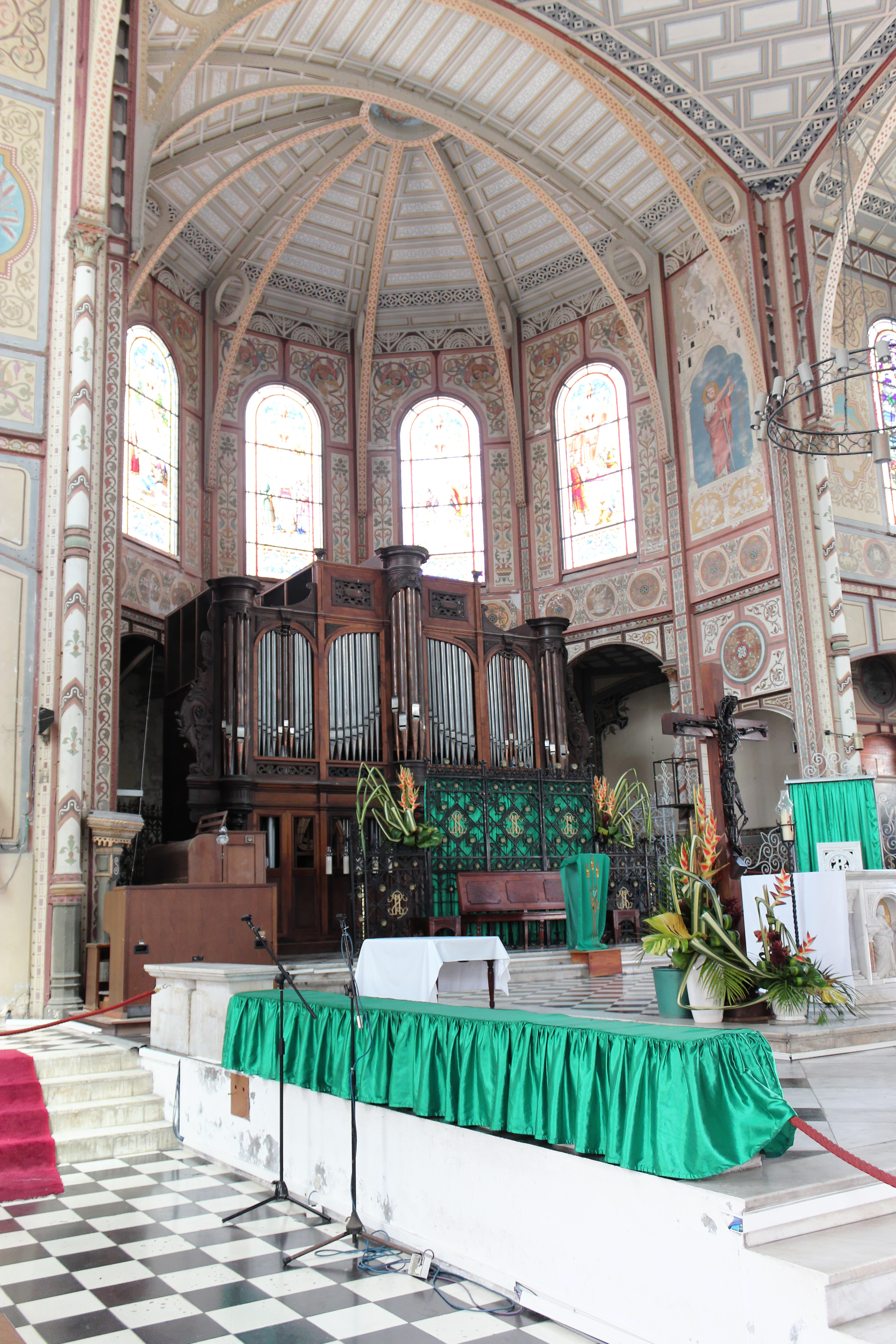
Orgel

Das dreischiffige Innere zeigt Rundbogenarkaden und eine Kuppel auf achteckigem Grundriss. Es ist dem neo-byzantinischen Stil zuzuordnen. Die verbleiten Buntglasfenster zeigen Szenen aus dem Leben Christi und des Heiligen Ludwig sowie lokale Persönlichkeiten. Es sind darüber hinaus heimische Pflanzen und traditionelle Kostüme aus Martinique dargestellt.

## Mobiliar
Nennenswert ist das große Orgelgehäuse im Chor.

## Nachweise
1. ↑  La Plateforme Ouverte du Patrimoine (POP): Cathédrale Saint-Louis

Koordinaten: 14° 36′ 13″ N, 61° 4′ 12″ W